# Arbatel de magia veterum

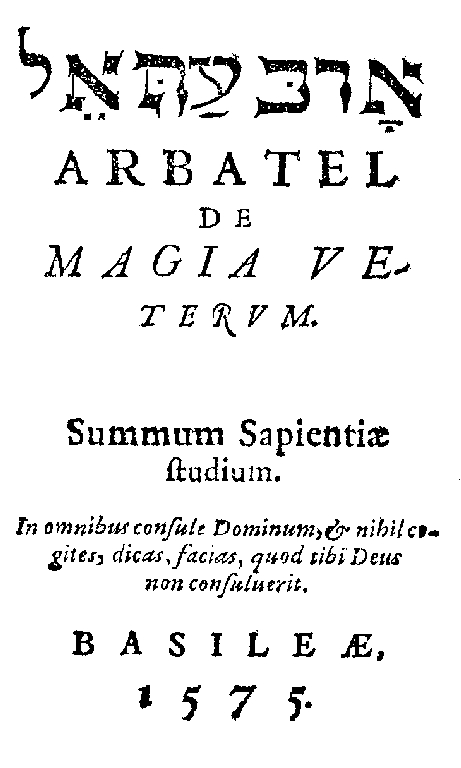
De Arbatel

De Arbatel De Magia Veterum is een Latijns grimoire (toverboek) dat in 1575 werd gepubliceerd.

## Inhoud
De Arbatel is een handboek voor magie. In tegenstelling tot veel andere grimoires, zoals die in de solomonische traditie, bevat de Arbatel geen overt "sinistere" elementen.
De grimoire verwijst met name naar de Bijbel en Paracelsus. Dit zijn de twee grote autoriteiten waarop de tekst zich beroept. Onderzoekers hebben vastgesteld dat de auteur de Latijnse vertaling van de Bijbel, de Vulgaat, uit het hoofd citeert. Verder wordt er verwezen naar Homerus, neoplatoonse filosofen en de hermetica.

## Invloed
De tekst werd veel geciteerd en heeft een enorme invloed uitgeoefend op de westerse esoterie.
De Arbatel is mogelijk het eerste boek waarin de term "theosofie" werd gebruikt. Deze term werd later overgenomen door auteurs zoals Heinrich Khunrath.